# Archaeophlebia martini
Archaeophlebia martini är en trollsländeart som först beskrevs av Selys 1896.  Archaeophlebia martini ingår i släktet Archaeophlebia och familjen segeltrollsländor. Inga underarter finns listade i Catalogue of Life.